# Basseux
Basseux é uma comuna francesa na região administrativa de Altos da França, no departamento de Pas-de-Calais. Estende-se por uma área de 3,35 km². Em 2010 a comuna tinha 141 habitantes (densidade: 42,1 hab./km²).